# Johann Friedrich Blumenbach

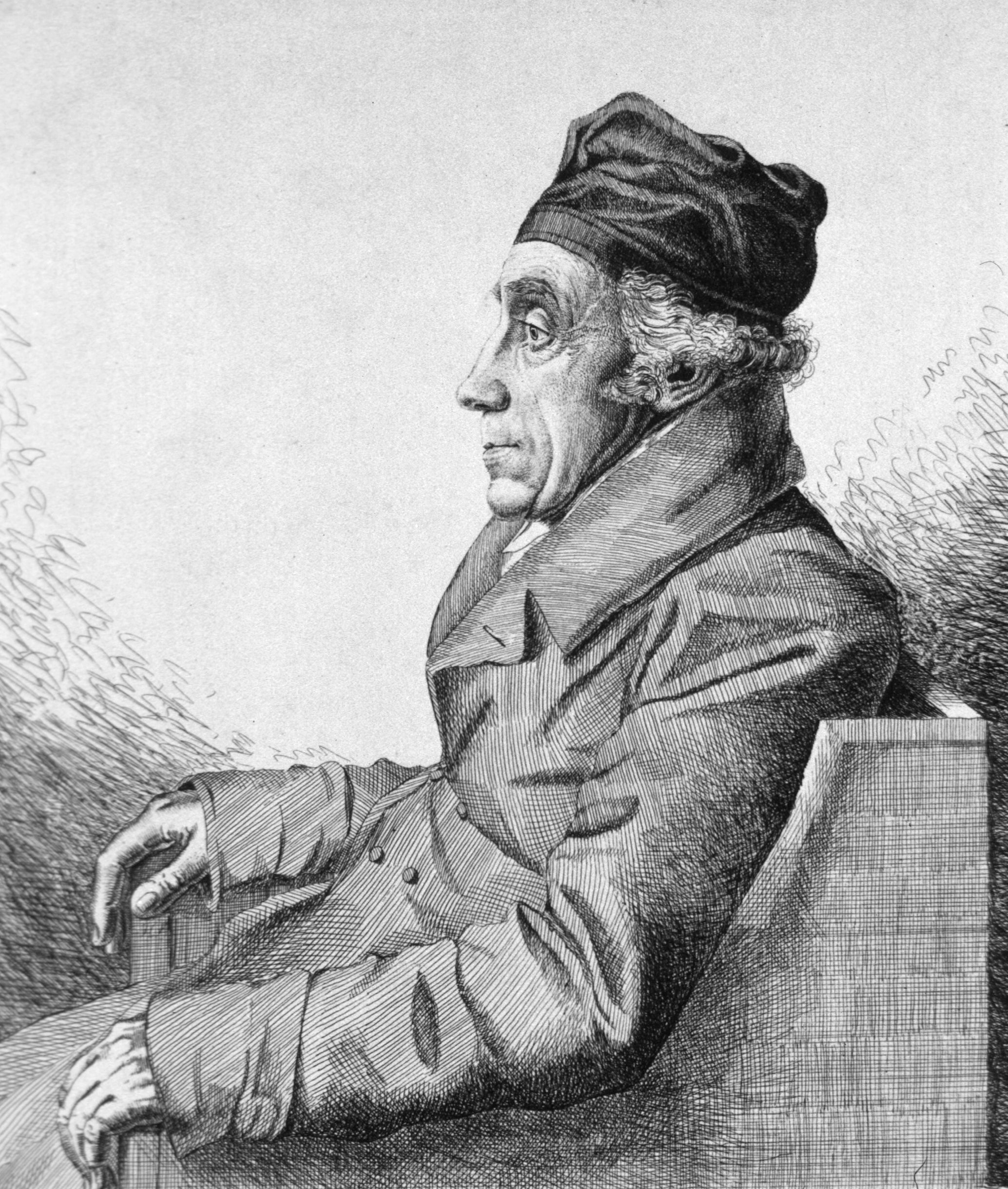
Johann Friedrich Blumenbach

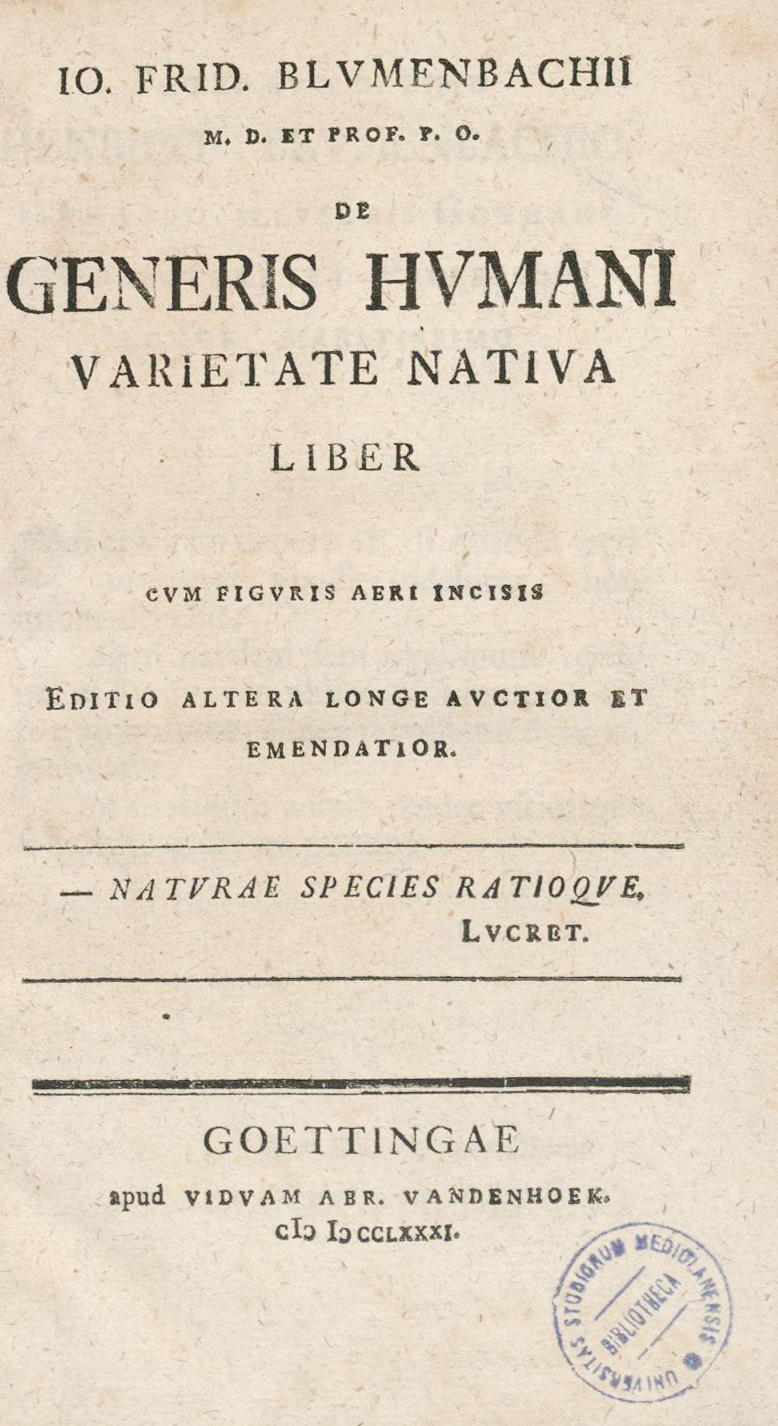
De generis humani varietate nativa liber cum figuris aeri incisis, 1781

Johann Friedrich Blumenbach (Gotha, 11 maggio 1752 – Gottinga, 22 gennaio 1840) è stato un antropologo, fisiologo e naturalista tedesco, studioso di craniologia, con cui ha effettuato una classificazione delle razze umane, ritenuta l'antesignana del cosiddetto "razzismo scientifico" dai moderni fautori di questa teoria.

## Biografia
Si laurea nel 1775 in Medicina presso l'Università di Gottinga con una tesi dal titolo De generis humani varietate nativa liber ("Della naturale varietà dell'Umanità"), considerata uno dei lavori che ha gettato le basi per lo sviluppo del razzismo scientifico. Nel 1776 viene nominato Assistente alla cattedra di Medicina presso l'Università di Gottinga. Nel 1778, diventa professore ordinario.
Sulla base dei suoi studi "craniometrici" (ovvero basati sul cranio umano), divise l'umanità in cinque "razze":
- Caucasica o "razza bianca"
- Americana o "razza rossa";
- Malese o "razza olivastra";
- Mongola o "razza gialla";
- Africana o "razza nera".

Il suo sistema di classificazione e il concetto stesso di "razza" rimase ampiamente accettato fino alla conclusione della Seconda guerra mondiale. Nella seconda metà del XX secolo, tuttavia, la sua classificazione è stata rigettata dagli scienziati che hanno considerato l'Homo sapiens come specie monotipica (ovvero non divisibile in razze o sottospecie).
In realtà va specificato che benché sia considerato il padre del razzismo scientifico Blumenbach non era affatto razzista, a maggior ragione secondo i canoni del '700. Anzi rigettò le teorie poligenetiche e fu un costante ammiratore (sia pure in maniera forse paternalistica) dei primi intellettuali afrostatunitensi, come la poetessa bostoniana Phillis Wheatley, ex schiava di presunte origini senegalesi.
Sulla questione della schiavitù, Blumenbach fu un convinto abolizionista (peraltro cosa comune a molti "razzisti"), con posizioni particolarmente moderne e simpatetiche verso gli schiavi (moralmente e psicologicamente considerati superiori ai loro padroni).
Il razzismo di Blumenbach era essenzialmente di tipo classificativo: egli decise di dividere in 5 razze la specie umana utilizzando criteri di tipo estetico e anatomico.
A differenza dei suoi successori non riteneva però che le razze potessero essere gerarchizzate su base intellettuale, stabilendo un determinismo biologico tra razza e cultura.
Postulò invece una discendenza per degenerazione somatica legata a fattori ambientali e alimentari (un concetto che per lui era di carattere evolutivo, e non incideva sul livello morale) delle razze umane da un originale unico modello (monogenesi) che definì "bianco" o caucasico (così chiamato poiché originario della regione del Monte Caucaso, considerata la "culla dell'umanità" forse in ricordo della tradizione biblica del diluvio universale: il monte Ararat è situato nel Caucaso meridionale).
Dalle origini caucasiche (bianche) sarebbero discese - per tappe intermedie - le ulteriori razze umane: i malesi (da cui sarebbero successivamente derivati i neri) e gli americani (da cui sarebbero successivamente derivati i gialli "mongolici").
La sua classificazione si basava su presupposti estetici conformi ai canoni dell'epoca (i bianchi, dai capelli castani, il volto ovale e le fattezze regolari presentavano "il tipo di aspetto che, in accordo con la nostra opinione della simmetria, consideriamo più bello e attraente") e la sua suddivisione delle razze avveniva su basi anatomiche, in particolar modo utilizzando le tavole dell'artista e teorico d'anatomia olandese Petrus Camper (la cui opera principale fu pubblicata nel 1791). Tutta l'opera di Blumenbach (che fu anche naturalista ed anatomista di genio) fu influenzata dal metodo di classificazione di Linneo.
Blumenbach riteneva che le razze non fossero stabili e non avessero confini netti, e fu uno dei primi a considerare come le razze avessero delle forme "intermedie" tali da impedire nette distinzioni all'interno della specie umana che egli, concordemente con Linneo, considerava unica e indivisibile. Benché le sue divisioni non fossero "razzistiche", ma descrittive, furono però interpretate come normative e distintive dai suoi successori: Joseph Arthur de Gobineau, tra coloro che posero le basi del razzismo ottocentesco, riprese parzialmente la classificazione di Blumenbach e la utilizzò nella gerarchia razziale delineata nel suo "Saggio sulla naturale ineguaglianza delle razze umane" (1853-54).
Sulla persona di Blumenbach il biologo Stephen Jay Gould ha dato il seguente giudizio:
(Stephen Jay Gould, I Have Landed, op. cit. p. 395)
| Blumenbach è l'abbreviazione standard utilizzata per le specie animali descritte da Johann Friedrich Blumenbach. Categoria:Taxa classificati da Johann Friedrich Blumenbach |